# HD 28185
HD 28185 è una nana gialla simile al Sole della costellazione dell'Eridano distante 129 anni luce dal sistema solare. Ha un pianeta che gli orbita attorno, HD 28185 b, scoperto nel 2001.

## Osservazione e caratteristiche
La stella non è visibile ad occhio nudo, è visibile con un binocolo o un telescopio. la stella è simile al Sole in massa, raggio e luminosità. Trattandosi di una stella di sequenza principale genera energia tramite la fusione nucleare di idrogeno che avviene nel nucleo. 
L'età della stella non è determinata con precisione: in base all'attività della cromosfera si stima che abbia un'età di circa 2,9 miliardi di anni, tuttavia i modelli evolutivi indicano invece un'età di almeno 7,5 miliardi di anni, e l'alta luminosità e il periodo di rotazione più lungo del previsto tendono a confermare quest'ultima stima, e che quindi la stella sia più vecchia del Sole (la cui età è di 4,6 miliardi di anni).

## Pianeti
Nell'aprile del 2001 è stato scoperto, con il metodo della velocità radiale un pianeta orbitante attorno alla stella; si tratterebbe di un gigante gassoso che orbita ad una distanza di poco superiore a 1 U.A., in una zona considerata "abitabile". Il pianeta potrebbe avere anche un sistema di satelliti naturali, qualcuno forse con caratteristiche simili alla Terra in quanto a condizioni ambientali. Si stima infatti che la temperatura in presenza di un sistema di venti che distribuisca uniformemente il calore su tutto il pianeta vada dai 264 ai 278 K, di poco superiore alla temperatura di equilibrio della Terra (254 K).
Nel 2022 venne annunciata la scoperta di un ulteriore oggetto attorno alla stella (denominato HD 28185 c), la cui massa era stata stimata in circa 20 masse solari, catalogabile quindi come una nana bruna. Tuttavia, da uno studio di follow-up del 2024 si è scoperto che HD 28185 c è un pianeta gigante avente una massa 6 volte quella di Giove, paragonabile quindi a HD 28185 b, il pianeta più interno.
Sotto, un prospetto del sistema di HD 28185.
| Pianeta | Tipo            | Massa         | Periodo orb.       | Sem. maggiore | Eccentricità | Scoperta |
| ------- | --------------- | ------------- | ------------------ | ------------- | ------------ | -------- |
| b       | Gigante gassoso | ≥5,85±0,08 MJ | 1,057 anni         | 1,034 UA      | 0,15         | 2001     |
| c       | Gigante gassoso | 6,0±0,6 MJ    | 24,9+1,3 −1,1 anni | 8,5 UA        | 0,06         | 2022     |